# Педубаст II
Педубаст II (Sehetepib[en]re Padibastet) е фараон или местен владетел в Долен Египет, свързан с либийската Двадесет и втора династия на Древен Египет (Бубастиска). Датировката на управлението му е крайно несигурна. Имената на Педубаст II са известни от надписи върху каменни блокове в Танис и надпис от негова недовършена и полуразрушена базалтова статуя в Мемфис. Някои хипотези отнасят властването му към 743/40 – 733/30 г. пр.н.е.

## Произход и управление
Той вероятно е син на Шешонк V и може би управлява паралелно с Осоркон IV, или малко преди него. Според други предположения 6-а година на Педубаст II в Мемфис е паралелна с 20-а на Шешонк V.
Педубаст II би могъл да е син на Иупут II, заедно с когото управлява в Атрибис (10-и ном на Долен Египет). Педубаст фигурира като принц на Атрибис и васал на нубийския фараон Пианхи, около 736 – 731 г. пр.н.е., изобразен върху стелата на Пианхи, заедно с Осоркон IV и другите подчинени владетели в Долен Египет.
Местен владетел или независим губернатор с асирийската форма на името Putubišti (Sehetepibre Padibast) е засвидетелстван в Танис, по времето на асирийската инванзия ок. 667 – 665 г. пр.н.е., когато е свален и екзекутиран по заповед на асирийския цар Ашурбанипал.